# オオカミウオ
オオカミウオ（狼魚、学名：Anarhichas orientalis、英名：Bering wolffish）は、硬骨魚綱スズキ目オオカミウオ科に属する海水魚である。歯が鋭く、狼のように恐ろしい顔つきからその名がついた。

## 分布
東北地方北部からオホーツク海、ベーリング海の水深50-100メートルの岩礁域に生息する。

## 特徴
全長1m。体色は暗青色、又は暗褐色、黒色、赤褐色。オオカミウオ科はゲンゲ亜目に属するギンポの仲間で、本種も他のギンポ類と同じく細長い体をしている。
口の前面に犬歯のような歯が並んでおり、奥には臼歯が並び、貝類を噛み砕いたり、甲殻類を噛み切ったりして食べる。
眼には目蓋がないはずだが、漁師に瞬きするといわれるほど、ぎょろぎょろ動く。
秋から冬に産卵し、親は体を巻き付けるようにして、卵の塊を守る。
顔つきとは裏腹に温厚で臆病な性格であるため、多くの水族館で飼育されている。たまに噛むこともあるが、攻撃しているわけではなく餌と間違えたりするという。浅虫水族館（青森市）では2016年と2017年に日本の飼育下では初と見られる孵化に成功したが、稚魚の多くは死んだ。おとなしいとはいえ堅い貝殻も噛み砕く強力な歯と顎を持っており、油断は禁物である。不用意に指で突くなどすることは、刺激を与えて噛みつかれる恐れがあり、好ましくない。

## 文化
アイヌでは、チップカムイ（神の魚、チャップカムイ）と呼ばれていた。アイヌでは釣った後は、酒を供物として飲ませてリリースしていたとされるが、魚はアルコールに弱いことから高確率で死んでいたと予想されている。

## 利用
食用になるが、鮮度が落ちやすく、すぐに冷凍やぬめりとり活け締めなどをしないと臭いが残るなど、処理に手間がかかる。日本では漁獲量が少なく市場には流通せず、地魚として扱われる程度で一般的には未利用魚である。しかし、肉は淡白な白身でフライやムニエルにすると美味である。
また、タマゴも海水などで洗い醤油漬けで食べることが可能である。